# Autoroute Noi Bai–Ha Long-Mong Cai
L'autoroute Nội Bài – Hạ Long – Móng Cái (Đường cao tốc Nội Bài – Hạ Long – Móng Cái, sigle CT.06) est une autoroute située au Viêt Nam. 

## Parcours
Bắc Ninh
L'autoroute traverse les localités suivantes : Thanh Xuan, Phu Cuong, Phu Minh, Mai Dinh, Phu Lo, Dong Xuan, Kim Lu (district de Soc Son) de Hanoï, Hoa Tien, Yen Phu, Trung Nghia, Dong Tien, Long Chau, Dong Phong (district de Yen Phong), Phong Khe, Vo Cuong, Khac Niem, Hap Linh, Nam Son (Bắc Ninh, Phuong Lieu, Phuong Mao, Viet Hung, Cach Bi, Dao Vien, Ngoc Xa, Chau Phong et Phu Lang (Quế Võ) de la province de Bac Ninh ; Tu Mai, Dong Phuc, Đồng Việt (district de Yên Dũng) de la province de Bắc Giang ; Hung Dao, Le Loi, Cong Hoa, Bac An, Hoang Tan, Ben Bath et Hoang Tien (District de Chí Linh) de la province de Hai Duong ; An Sinh, Binh Khe, Trang Luong (ville de Dong Trieu), Thuong Yen Cong, Vang Danh (ville d'Uong Bi ), Bang Ca, Quang La, Son Duong, Thong Nhat, Vu Oai, Hoa Binh (ville de Ha Long), Duong Huy, Mong Duong, Cam Hai (ville de Cam Pha ), Dong Xa, Doan Ket, Binh Dan et Dai Xuyen (district de Van Don), Dong Hai (district de Tiên Yên), Quang An, Quang Lam (district de Dam Ha, Quang Son, Quang Duc (district de Hai Ha), Quang Nghia, Hai Son, Bac Son, Hai Yen, Ninh Duong, Hai Xuan, Hai Hoa (ville de Mong Cai) de la province de Quang Ninh, et le point final est le pont Bac Luan 2 dans le quartier Hai Hoa, ville de Mong Cai, Province de Quang Ninh.